# Franz Kaspar Hesselbach
Franz Kaspar Hesselbach oder Franz Caspar Hesselbach (* 27. Januar 1759 in Hammelburg; † 24. Juli 1816 in Würzburg) war ein deutscher Präparator, Prosektor und Wundarzt. In der heutigen Medizingeschichte ist er als Anatom und Chirurg ein fester Begriff, obwohl er keinen Schul- und akademischen Abschluss hatte.

## Leben
Franz Kaspar Hesselbach besuchte in Hammelburg und Fulde das Gymnasium und brach den Schulbesuch in Fulda ohne Reifezeugnis ab. Auf der Suche nach einer Ausbildung und einem Beruf zog er über die Lande. In Fulda begann er ein Studium der Philosophie und 1778 in Würzburg ein Heilkunde-Studium. Er fand seine Bestimmung, als er in Würzburg Carl Caspar von Siebold traf. Bei ihm wurde er zum Präparator und Prosektor der Anatomie ausgebildet. Hesselbach wurde anschließend (1783) als Zweiter Gehilfe Siebolds chirurgischer Assistent im Juliusspital. Am 29. April 1789 erhielt er, bewirkt 1788 durch von Siebold, vom Fürstbischof Franz Ludwig eine feste Anstellung als anatomischer Prosektor und hielt auch anatomische Vorlesungen und Präparierkurse, was ab 1807 zu Konflikten mit Ignaz Döllinger, dem neuen Lehrstuhlinhaber führte. Am 14. Mai 1807 erteilte ihm die Würzburger Medizinische Fakultät wegen seiner Verdienste um die anatomische Anstalt und wegen seiner anatomisch-chirurgischen Schriften die medizinische Ehrendoktorwürde. Alexander I. (Russland) wollte ihn als Professor für Anatomie, Physiologie und Gerichtsmedizin gewinnen. Den Ruf der Universität zu Charkow im Mai 1811 lehnte Hesselbach ab. Er wollte seiner fränkischen Wirkungsstätte treu bleiben. Als der Würzburger Ordinarius für Chirurgie, Georg Anton Markard (1775–1816), erkrankt und gestorben war, erteilte Hesselbach Unterricht in sämtlichen chirurgischen Operationen und versah im Jahr 1816 (wie bereits im Dezember 1815 unter Aufsicht von Friedreich) vertretungsweise als Oberwundarzt dessen Stelle im Juliusspital bis zur Ankunft des Professors Cajetan von Textor. Hesselbach starb mit 57 Jahren mit „Rotlauf-Fieber“ an einer Sepsis, die er sich wahrscheinlich bei einer Leichenschau zugezogen hatte,
Sein 1788 in Würzburg geborener Sohn Adam Kaspar Hesselbach studierte Medizin, übernahm 1816 das Amt seines Vaters und spezialisierte sich ebenfalls auf den Leistenbruch. Zudem wurde dieser 1817 bis 1828 sein Nachfolger als Prosektor des anatomischen Instituts am Juliusspital.

## Ehrungen
- Ehrendoktor der Julius-Maximilians-Universität Würzburg (1807)
- Wahl in die Deutsche Akademie der Naturforscher Leopoldina (1814)[1]

## Schriften
- Verbesserung des Steinschnittmessers. Würzburg 1795.
- Vollständige Anleitung zur Zergliederungskunde des menschlichen Körpers. Würzburg 1805–1808.
- Anatomisch-chirurgische Abhandlung über den Ursprung der Leistenbrüche. Würzburg 1806.
- Neueste anatomisch-pathologische Untersuchungen über den Ursprung und das Fortschreiten der Leisten- und Schenkelbrüche. Würzburg 1814.
- Beschreibung und Abbildung eines neuen Instrumentes zur sicheren Entdeckung und Stillung einer bei dem Bruchschnitte entstandenen gefährlichen Blutung, ein Anhang und Beitrag zu den neuesten anatomisch-pathologischen Untersuchungen über die Leisten- und Schenkelbrüche. 1815.